# Luis Goytisolo
Luis Goytisolo Gay (Barcelona, 17 de marzo de 1935) es un novelista español, conocido principalmente por su tetralogía Antagonía. En 2013 fue galardonado con el Premio Nacional de las Letras Españolas. Hermano menor de los también escritores José Agustín Goytisolo (1928-1999) y Juan Goytisolo (1931-2017).

## Biografía
Procede de  una familia de empresarios de origen vasco que hicieron fortuna en Cuba. Su padre fue el científico José María Goytisolo Taltavull y su madre Julia Gay, quien murió víctima de un bombardeo sobre Barcelona en 1938 durante la guerra civil española. El primogénito de la familia, Antonio, falleció de meningitis en 1927 a los pocos años. Al igual que sus dos hermanos mayores escritores, José Agustín y Juan, Luis inició los estudios de Derecho en Barcelona en 1953 pero abandonó la carrera para dedicarse a la actividad política y a la literatura.

Ahora sé que mi obra está influida por el dolor de mi propia niñez.

Su primera esposa, María Antonia Gil Moreno de Mora, falleció en Barcelona el 21 de agosto de 1993 a causa de un cáncer de pulmón. Tuvieron dos hijos, Gonzalo y Fermín. A ella le había dedicado su novela Antagonía.
Ha colaborado en periódicos como El País, ABC y Diario 16. Desde 1994 es miembro de la Real Academia Española con el sillón C. Su discurso inaugural fue sobre "la autonomía del lenguaje frente a la cultura de la imagen". En 1999 creó, con Elvira Huelbes, la "Editorial Goytisolo", dedicada a publicar libros que tuvieran  relación con su familia.
Luis Goytisolo tiene en su haber algunos trabajos para la televisión: fue el autor de la idea, el guion y los comentarios de la serie documental de viajes "Índico", que emitió la primera cadena de Televisión Española en 1991.Posteriormente dirigió y presentó otra serie documental de similar temática, "Mediterráneo: El origen", en la que aporta conocimientos sobre Historia Antigua y Arqueología.
En la ciudad gaditana de El Puerto de Santa María se encuentra la "Fundación Luis Goytisolo", ubicada en el Palacio de Villarreal y Purullena, del siglo XVIII y estilo rococó. Dicha fundación celebra anualmente simposios sobre narrativa hispánica contemporánea, que convocan a conferenciantes del mundo de las letras y la universidad de España y el extranjero.

## Obra

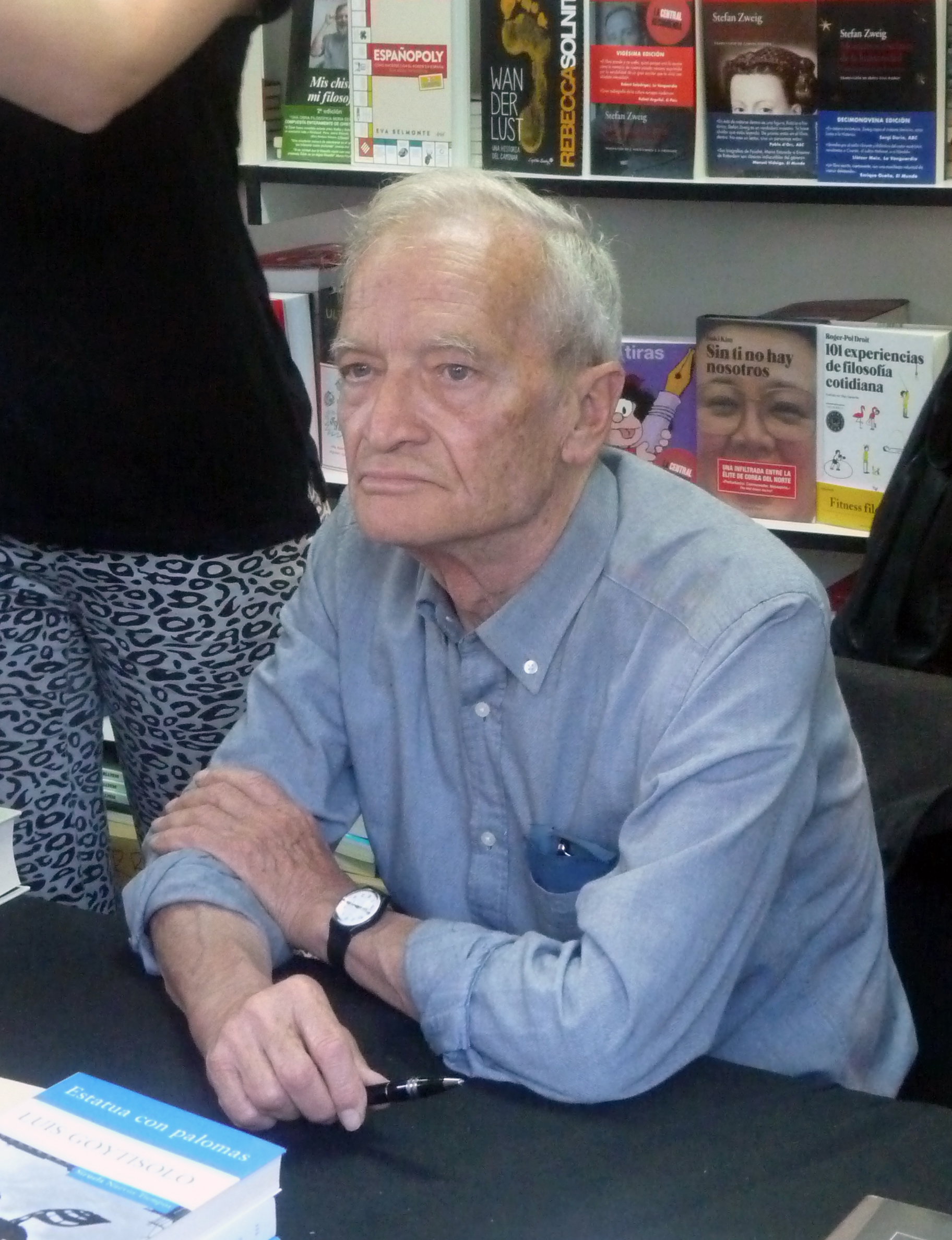
Luis Goytisolo en la Feria del Libro de Madrid (2015)

Sus dos primeros libros —Las afueras y Las mismas palabras— se inscriben dentro del realismo social y testimonial. Pero, tras años de silencio y de un giro hacia el relato de imaginación (Fábulas, escrito entre 1968 y 1978, pero publicado en 1981), es en la década de 1970 cuando da la medida de su talento con una tetralogía de larga elaboración, Antagonía, cuyo tema es el arte de la escritura. Claude Simon la incluye entre las tres grandes novelas del siglo XX. Destaca su preocupación por los rasgos estructurales y formales del relato.

El ser humano ha conocido tiempos más sombríos; tan bobos, posiblemente no. Decididamente el mundo está más necesitado que nunca de un pensamiento estoico adecuado al presente, de un neoestoicismo. O de un nuevo epicureísmo. De cualquiera de los dos. O mejor: de los dos.

La tetralogía se compone de Recuento (1973), Los verdes de mayo hasta el mar (1976), La cólera de Aquiles (1979) y Teoría del conocimiento (1981). En esta extensa y compleja obra, la novela se hace reflexión sobre la novela misma: partiendo de los problemas que se plantea un/a novelista personaje, se realiza un replanteamiento del arte narrativo y una experimentación de diversas técnicas y estilos. Todo ello es muy revelador de las preocupaciones del momento sobre las estructuras y el destino del género.
- Opiniones sobre Antagonia

En opinión del crítico del "Times Literary Supplement", Michael Kerrigan, Antagonia es un clásico y una novela rompedora a la vez. Dante Alighieri brinda a Goytisolo la inspiración para una construcción literaria que no solo es a la vez vasta y lapidaria, también está elaborada en su arquitectura y exquisita en sus detalles

.

Mario Vargas Llosa, académico como Goytisolo, opina sobre la tetralogía que es un "libro ambicioso y complejo orientado a la creación de un lenguaje nuevo y de una manera de escribir que rompiera los moldes tradicionales del relato novelesco e inaugurara unos nuevos"

.

Darío Villanueva, director de la Real Academia Española: "Mil cien páginas de literatura en estado puro"

Sus otras novelas, de signo experimental, son un relato de su generación y  una reflexión sobre su propia escritura.
Rasgos presentes en "Investigaciones y conjeturas de Claudio Mendoza (1985)", recopilación que participa del relato y el ensayo, con inclusión también de unas "Acotaciones" así llamadas por la autobiografía de su hermano Juan, "Coto vedado". Le siguen nuevos títulos como "La paradoja del ave migratoria" (1987) y "Estatua con palomas" (1992, Premio Nacional de Narrativa). En "Placer licuante" (1997) recurre a fórmulas tradicionales para desarrollar una historia de amor y sexo contemporánea desde un punto de vista femenino.

### Narrativa
- Las afueras, 1958 (con la que logra el premio Biblioteca Breve en su primera edición)
- Las mismas palabras, 1963
- Ojos, círculos, búhos, 1970, con el pintor Joan Ponç
- Antagonía
  - Recuento, 1973
  - Los verdes de mayo hasta el mar, 1976
  - La cólera de Aquiles, 1979
  - Teoría del conocimiento, 1981
- Devoraciones, 1976
- Fábulas, 1981
- Estela del fuego que se aleja, 1984
- Investigaciones y conjeturas de Claudio Mendoza, 1985
- La paradoja del ave migratoria, 1987
- Estatua con palomas, 1992
- Mzungo, 1996
- Placer licuante, 1999
- Escalera hacia el cielo, 1999
- Diario de 360º, 2000
- Liberación, 2003
- Oído atento a los pájaros, 2006
- Cosas que pasan, 2009
- El lago en las pupilas, 2012
- Coincidencias, 2017
- Chispas, 2019

### Ensayo
- Índico, 1992
- El impacto de la imagen en la narrativa española contemporánea, 1995
- El porvenir de la palabra, 2002. El País, ha recopilado parte de su obra ensayística en "El porvenir de la palabra (2002)"[13]
- Naturaleza de la novela, 2013
- El sueño de San Luis, 2015

## Premios
- 1958 - Premio Biblioteca Breve por la novela Las afueras.
- 1976 - Premio Ciudad de Barcelona por la novela Los verdes de mayo hasta el mar.
- 1984 - Premio de la Crítica por la novela Estela del fuego que se aleja.
- 1993 - Premio Nacional de Narrativa por la novela Estatua con palomas.
- 2013 - Premio Anagrama de Ensayo por el ensayo Naturaleza de la novela.
- 2013 - Premio Nacional de las Letras Españolas en reconocimiento de toda su carrera profesional.[1]
- 2018 - Premio Carlos Fuentes por el conjunto de su obra.

| Predecesor: Luis Goytisolo fue el primer ganador del premio | Premio Biblioteca Breve 1958                             | Sucesor: Juan García Hortelano |
| Predecesor: Luis Rosales Camacho                            | Académico de la Real Academia Española Silla C 1995-act. | Sucesor: -                     |